# 幕末と明治の博物館
大洗町幕末と明治の博物館（おおあらいまちばくまつとめいじのはくぶつかん）は、茨城県東茨城郡大洗町に設置されている、主に幕末から明治時代にかけての資料を集めた博物館である。

## 概要
1929年（昭和4年）4月14日に、宮内大臣を歴任した田中光顕により、「常陽明治記念館」（じょうようめいじきねんかん）として開業した。同時に明治天皇の等身大銅像も制作され、銅像を納める「聖像殿」も建設された。当初は、財団法人の「常陽明治記念会」により運営されていた。
江戸時代に大洗を領した水戸藩は、水戸学が尊王攘夷運動に影響を与え、明治維新の原動力の一つとなった。だが天狗党の乱など幕末に激しい藩内抗争が続き、明治政府に要人を送り出すことがなかった。田中は土佐藩出身であるが、維新への水戸藩の貢献を顕彰するため、旧水戸藩領での記念館の設立に尽力した。館内には後の収蔵品も含めて、明治天皇が即位の際に使った束帯や下賜品、幕末の志士や明治政府元勲の書画・美術品、水戸脱藩者が関わった桜田門外の変の資料、神武天皇画などが展示されている。
1997年（平成9年）9月12日に、「常陽明治記念館」から「幕末と明治の博物館」に改称し、同年11月1日に現在のエントランスや総合展示室からなる新館を増築した。更に、2010年（平成22年）6月1日には博物館の運営が「常陽明治記念会」から大洗町の町営に移管されたため、正式名称を「大洗町幕末と明治の博物館」とした。
開館時間は9:00より17:00まで（入館は16:30まで）となっている。また、敷地内にはキャンプ場があり、宿泊も可能である。

## 展示・施設
- 別館（開業当初よりあり）
  - 第1 - 第4展示室（幕末や明治にかけての資料、皇室にまつわる資料など）
  - 聖像殿（明治天皇銅像）
- 新館（1997年増築）
  - エントランス
  - 映像ホール
  - 総合展示室（幕末や明治にかけての歴史解説など）

## 休館日
- 水曜日 - 水曜日が祝日の際は開館であり、翌日の木曜日が休館となる。
- 年末年始

## 交通
- 車の場合：北関東自動車道（東水戸道路）の水戸大洗インターチェンジより10分
- 電車の場合
  - 水戸駅より、茨城交通路線バス（アクアワールド・大洗方面行き）で「幕末と明治の博物館」下車すぐ
  - 那珂湊駅より、茨城交通路線バス（アクアワールド・大洗経由水戸駅方面行き）で「幕末と明治の博物館」下車すぐ
  - 大洗駅より、大洗循環バス海遊号で「幕末と明治の博物館入口」下車すぐ

## 周辺
- アクアワールド・大洗
- 大洗磯前神社
- 大洗ゴルフ倶楽部
- 護国寺 (茨城県大洗町)